# Bocklemünd/Mengenich
Bocklemünd/Mengenich är en stadsdel i Köln i Tyskland. Den består av de sammanvuxna orterna Bocklemünd och Mengenich, vilka 1950 slogs samman. Stadsdelen ligger i den nordvästra delen av Köln och hade 1 januari 2013 10 350 invånare.
I stadsdelen har WDR kontor, och den i Tyskland kända såpoperan Lindenstrasse har spelats in här sedan 1985. Motorvägen A1 passerar förbi stadsdelen.